# 根岸 (台東區)
根岸（日语：／ Negishi */?）是東京都台東區的町名。現行行政地名為根岸一丁目至五丁目，住居表示實施區域。郵遞區號為110-0003。

## 地理
位於上野山丘以北，西至JR山手線，北至荒川區東日暮里、南千住，東至台東區三之輪、龍泉、下谷。關東大地震與第二次世界大戰中災情較輕，保留了一些昔日的市街與建築。
最近的鐵路車站有JR鶯谷站，JR、京成線日暮里站，東京地下鐵日比谷線入谷站、三輪站（僅鶯谷站在本地）。
落語家7代目林家正藏一門（海老名家）住在根岸，當家出身的初代林家三平被稱為「根岸（的師匠）」。8代目桂文治也住在本地。

## 歷史

### 地名由來
此地位於上野崖下，過去曾是海中一部分，當時木根暴露在岸邊而得名。

### 沿革
- 室町時代，有人稱此地為武藏國豐島郡根岸村（受到長祿江戶圖的記載誤導），當時一般稱為金杉（金曾木）。
- 江戶時代屬武藏國豐島郡金杉村，正保3年為東叡山寛永寺領地。金杉村中央以南的字（あざ）名，南部為「根岸」，西北與新田為「杉之崎」，東北為「中村」，更進一步的東北部為「大塚」。「根岸」是最南側的地名，江戶時代將上述地區統稱為「根岸」。
- 明治22年（1889年）5月1日施行市制町村制，金杉村內石神井用水（音無川）以南土地編入下谷區，明治24年設立根岸町，中根岸町，下根岸町。石神井用水以北的土地為東京府北豐島郡日暮里村字金杉。
- 大正2年（1913年）日暮里村大字金杉施行町制，為日暮里町金杉，昭和7年東京市區域擴大，荒川區制施行，為荒川區日暮里町一丁目至四丁目。1966年實施住居表示，為荒川區東日暮里四丁目與東日暮里五丁目。
- 昭和22年（1947年）大東京35區併為22區（後練馬區與板橋區分區成為23區），下谷區上根岸町、中根岸町、下根岸町屬台東區。

## 現代的名所、史蹟、名產
- 子規庵（正岡子規舊宅）
- 書道博物館
- 根岸三平堂（初代林家三平自宅改裝的資料館。）
- 岡埜榮泉

## 其他
- 鶯谷站 - 站前愛情旅館街

## 備註
1. ↑  住民基本台帳による町丁名別世帯人口数 平成２５年８月１日現在[永久]

## 外部連結
- 台東區官方網站